# Meet the Parents
Meet the Parents (no Brasil: Entrando Numa Fria; em Portugal: Um Sogro do Pior) é um filme estadunidense de 2000, escrito por Jim Herzfeld e John Hamburg, e dirigido por Jay Roach. Estrelado por Robert De Niro e Ben Stiller, ele narra uma série de eventos infelizes que acontecem com um enfermeiro de bom coração, mas infeliz, enquanto visita os pais de sua namorada. Teri Polo, Blythe Danner e Owen Wilson também estrelam.
O filme é um remake de um filme independente de 1992 com o mesmo nome, dirigido por Greg Glienna e produzido por Jim Vincent. Glienna — que também interpretou o principal protagonista do original — e Mary Ruth Clarke co-escreveram o roteiro. A Universal Pictures comprou os direitos do filme de Glienna com a intenção de criar uma nova versão. Jim Herzfeld expandiu o roteiro original, mas o desenvolvimento foi interrompido por algum tempo. Jay Roach leu o roteiro expandido e expressou seu desejo de dirigi-lo, mas a Universal o recusou. Naquela época, Steven Spielberg estava interessado em fazê-lo, enquanto Jim Carrey estava interessado em desempenhar o papel principal. O estúdio só ofereceu o filme a Roach quando Spielberg e Carrey deixaram o projeto.
Lançado nos Estados Unidos e no Canadá em 6 de outubro de 2000 e distribuído pela Universal Pictures, o filme recuperou seu orçamento inicial de US$55 milhões em apenas onze dias. Ele se tornou um dos filmes de maior bilheteria de 2000, faturando mais de US$160 milhões na América do Norte e mais de US$330 milhões em todo o mundo. Foi bem recebido por críticos de cinema e público, ganhando vários prêmios e recebendo indicações adicionais. Ben Stiller ganhou dois prêmios de comédia por sua performance e o filme foi escolhido como Filme de Comédia Favorito no People's Choice Awards de 2001. O sucesso do filme inspirou duas sequências, nomeadamente Meet the Fockers e Little Fockers, lançadas em 2004 e 2010, respectivamente. Também inspirou um reality show intitulado Meet My Folks e uma comédia de situação intitulada In-Laws, ambos estreando na NBC em 2002.

## Sinopse
Greg Pinto (Ben Stiller) é um enfermeiro de origem judaica que mora em Chicago e pretende pedir sua namorada de longa data, a professora Pam Byrnes (Teri Polo) em casamento. Seus planos são interrompidos quando a irmã dela, Debbie (Nicole DeHuff), anuncia que irá se casar e convida-os para o seu casamento em Long Island. Pam decide aproveitar a oportunidade para apresentar Greg a seus pais.
Greg decide impressionar a família de Pam, pedindo-lhe em casamento na frente deles, mas seus planos são novamente adiados quando a companhia aérea perde a sua bagagem que continha o anel de noivado dentro. Na residência dos Byrnes, Greg conhece o pai de Pam, Jack, sua mãe Dina e seu querido gato, o Sr. Uruca. Greg tenta impressionar Jack, mas este suspeita dele desde o primeiro momento, criticando sua profissão, religião e qualquer outra coisa que ele considere uma diferença entre Greg e sua família. Greg fica ainda mais desconfortável quando Jack o submete a um detector de mentiras improvisado, com Pam lhe revelando mais tarde que Jack é um agente da CIA recém aposentado e especializado em interrogar agentes duplos.
A medida que conhece o resto dos familiares de Pam, incluindo seu ex-namorado bem-sucedido e adorado por Jack, Kevin (Owen Wilson), Greg vai se sentindo cada vez mais deslocado. Apesar de se esforçar para impressionar a todos, suas ações inadvertidas fazem dele um alvo fácil para o ridículo. Greg, acidentalmente, deixa Debbie com o nariz quebrado e um olho roxo durante um jogo de biribol, usa um banheiro com defeito e que inunda o quintal com esgoto, derrama as cinzas da mãe de Jack ao abrir uma garrafa de champanhe e incendeia o altar do casamento fumando um cigarro. Vários mal-entendidos fazem Jack acreditar que Greg é um usuário de maconha, quando na verdade o irmão mais novo de Pam, Denny (Jon Abrahams), é o verdadeiro usuário e o incriminou implicitamente. Greg ainda deixa Uruca escapar e, para tentar agradar Jack, o substitui por um outro gato idêntico, pintando o rabo dele com spray. O ocorrido faz toda família, incluindo Jack, perdoar Greg, mas o tiro logo sai pela culatra já que o verdadeiro Uruca é encontrado por um vizinho de Jack, enquanto o outro gato destrói toda a sala dos Byrnes, incluindo o vestido de noiva de Debbie.
A essa altura, toda a família, incluindo Pam, concorda que Greg deveria deixar Long Island, enquanto Jack acusa Greg de mentir sobre ser enfermeiro e ter feito o fazer o teste de admissão da Faculdade de Medicina, já que seus contatos da CIA não conseguiram encontrar nenhum registro com o nome "Gregory Pinto". Desesperado, Greg tenta reverter a situação,  revelando que viu Jack envolvido em uma atividade secreta com homens estrangeiros, o que na verdade era o planejamento de uma lua de mel para Debbie na Tailândia.
A bagagem desaparecida de Greg é finalmente encontrada e devolvida a ele, revelando seu verdadeiro nome de batismo, Gaylord, para total zoação das família Byrnes. Greg dirige com raiva e tristeza para o aeroporto se preparando para retornar a Chicago, mas é detido pela segurança do aeroporto após ofender uma aeromoça e insistir que sua mala fique com ele ao invés de ser despachada. De volta à casa dos Byrnes, Jack descobre por Pam que Greg realmente fez o teste de admissão da faculdade, tendo recebido dos pais dele um fax com as provas bem avaliadas de Greg. Apesar disso, Jack ainda  acredita que Greg é um marido inadequado para Pam devido a série de erros e mentiras cometidas por ele.
Ele ouve um telefone sincero de Pam para Greg desculpando-se por não tê-lo defendido e percebe que a filha realmente o ama. Ele corre para o aeroporto, convence a segurança do aeroporto a libertar Greg e o leva de volta para a casa dos Byrnes. Jack realiza um novo teste de detector de mentiras em Greg, para ele lhe contar a verdade sobre o fim de semana e o amor que sente por Pam, levando Jack a pedir que Greg seja seu genro. Enquanto Greg pede Pam em casamento, Jack e Dina ouvem tudo do quarto, concordando que agora eles deveriam conhecer os pais de Greg, apesar da preocupação de ambos. Após o casamento de Debbie, Jack vê imagens de Greg gravadas por câmeras escondidas que ele colocou estrategicamente pela casa, nas quais Greg chama Jack de "psicopata" e zomba dele, além de expor Denny como o verdadeiro usuário de maconha.

## Elenco
| Ator            | Papel                |
| --------------- | -------------------- |
| Ben Stiller     | Gaylord "Greg" Pinto |
| Robert De Niro  | Jack Byrnes          |
| Blythe Danner   | Dina Byrnes          |
| Teri Polo       | Pam Byrnes           |
| Owen Wilson     | Kevin Rawley         |
| Nicole DeHuff   | Debbie Byrnes        |
| Jon Abrahams    | Denny Byrnes         |
| Thomas McCarthy | Bob Banks            |
| Phyllis George  | Linda Banks          |
| James Rebhorn   | Larry Banks          |

## Temas
"Mas eu estava tentando ter, de certa forma, uma farsa de quarenta anos, a oportunidade de criar personagens realistas, mas aumentar um pouco as situações cômicas e os dilemas, para que eles ainda sejam muito engraçados e ainda haja um humor muito amplo, mas você se conectaria aos personagens e se identificaria completamente com a ansiedade de Ben Stiller por não apenas conhecer o personagem de Robert De Niro e tudo mais, mas também o tipo de personagem do passado que o acompanha."

Jay Roach
Greg Focker é um enfermeiro judeu de classe média cuja posição social e cultural é justaposta à família Byrnes de protestantes anglo-saxões brancos de classe alta. No que diz respeito a Greg como judeu e enfermeiro, quando comparado às famílias Byrnes e Banks, uma lacuna cultural distinta é criada e posteriormente ampliada. As diferenças culturais são muitas vezes destacadas, e Greg as conscientizou repetidamente. Isso serve para obter efeito cômico através do desenvolvimento do personagem e também foi comentado como sendo indicativo da representação temática dos papéis dos personagens judeus no cinema moderno, além de ser um excelente exemplo de como os enfermeiros são retratados na mídia. Falando sobre desenvolvimento de personagens em Meet the Parents, o diretor Jay Roach afirmou que queria uma oportunidade de "fazer comédia baseada em personagens" e "criar personagens realistas, mas intensificar as situações cômicas e os dilemas".
Vincent Brook observa a tendência dominante do cinema de Hollywood desde os anos 90 de incorporar a liminalidade judaica e "popularizar o judeu". Ele explica o "triunfo dos judeus viril" de personagens como David Levinson de Jeff Goldblum no Independence Day e rotula-o como uma 'certa resposta a anseios da América para um novo herói judeu'. Isso contrasta diretamente com o schlemiel ou "o tolo judeu" que foi visto ter sido revitalizado em meados dos anos 90, depois de vacilar desde os anos 1960. Brook explica que o schlemiel é um anti-herói em cuja humilhação o público encontra prazer supremo. Dentro desse contexto, Brook descreve o personagem de Greg Focker como "o exemplo por excelência do schlemiel pós-moderno". Os repetidos encontros embaraçosos que Greg enfrenta com a família americana de sua namorada são comparados com o exemplo do personagem de Jason Biggs, Jim Levenstein, da série de filmes American Pie, onde Levenstein é frequentemente a peça central cômica devido a seus repetidos embaraços sexuais.
Anne Bower escreve sobre personagens judeus na hora das refeições como parte do movimento mais amplo que ela acredita ter começado na década de 1960, onde os cineastas começaram a produzir trabalhos que exploravam a "autodefinição judaica". Ela postula que a mesa de jantar se torna uma arena onde os personagens judeus são frequentemente e mais enfaticamente colocados em "conflitos com seus egos étnicos e sexuais". Ela descreve o exemplo de Greg sentado para jantar com a família Byrnes e sendo convidado a abençoar a comida. Nesta cena, Greg tenta recitar uma oração improvisando e, ao fazê-lo, inicia um recital da música "Day by Day" do Ato I de Godspell. Bower observa essa cena como "particularmente importante para estabelecer a distância cultural" entre o judeu Greg e o cristão Byrnes. Ela observou que a brecha social aumenta ainda mais na manhã seguinte, quando Greg é a última pessoa a chegar à mesa do café da manhã; ele aparece de pijama enquanto todo mundo está completamente vestido. Aqui, Greg é mostrado comendo um bagel, o que Bower argumenta como um claro significante do judaísmo.
Baseado em equívocos e estereótipos comuns sobre homens em enfermagem, a profissão de Greg é repetidamente levantada por Jack em um contexto negativo, e o personagem de Greg Focker tornou-se um dos filmes mais conhecidos de um enfermeiro. Embora os homens dominassem a profissão em épocas anteriores, houve uma feminização da profissão de enfermagem ao longo do último século, que fez com que os homens em enfermagem fossem frequentemente retratados como desajustados pela mídia. Um estereótipo comum é o de um homem que aceita uma carreira de enfermagem como uma opção infeliz na carreira secundária, ou deixa de se tornar médico ou ainda tenta se tornar um. Tal estereótipo é devido à presunção de que um homem prefere ser médico, mas é incapaz de se tornar um devido à falta de inteligência ou atributos não masculinos. Jack costuma ser visto abertamente criticando a escolha de carreira de Greg por sua percepção de que a enfermagem é uma profissão efeminada. Em seu livro Men in Nursing: History, Challenges, and Opportunities, os autores Chad O'Lynn e Russell Tranbarger apresentam isso como um exemplo de retrato negativo. Comentando sobre o mesmo assunto, mas discordando, Barbara Cherry em seu livro Contemporary Nursing: Issues, Trends, & Management chamou a interpretação de Greg como enfermeiro de "um dos filmes mais positivos de homens que são enfermeiros" e comentou que Greg "aborda com humor e se eleva acima do pior de todos os estereótipos sofridos pelos homens nessa profissão". Sandy e Harry Summers no livro Saving Lives: Why the Media's Portrayal of Nurses Puts Us All at Risk postulam que o personagem de Greg, embora inteligente e firme em sua defesa de sua profissão, "poderia ter feito mais para refutar os estereótipos". ao mesmo tempo relatando que "alguns homens em enfermagem" expressaram suas opiniões de que seria melhor não apresentar os estereótipos.

## Produção

### Plano de fundo
O filme é um remake de um filme independente de 1992 com o mesmo nome. Greg Glienna e Mary Ruth Clarke escreveram a história e o roteiro originais. Glienna também dirigiu e estrelou o filme de 76 minutos, filmado em 16 mm em 1991 e lançado no ano seguinte. O filme de 1992 também marcou um dos únicos papéis no cinema interpretado pelo comediante Emo Philips, que ele também ajudou a produzir. Produtor de cinema Elliot Grove, fundador do Festival de Cinema de Raindance e o British Independent Film Awards, listou Meet the Parents original em sua lista pessoal dos dez filmes favoritos, onde ele o chamou de "muito mais engraçado e mais apertado que a versão de Hollywood". O filme de 1992 foi uma participação destacada no Festival de Cinema de Raindance de 1995.
A produtora Nancy Tenenbaum adquiriu os direitos do curta-metragem. Depois que ela enviou uma cópia do filme original para várias pessoas de interesse, o cineasta Steven Soderbergh respondeu que estava interessado e que queria dirigir um remake. Ele chamou a atenção da Universal Studios, que inicialmente recusou, mas posteriormente optou pelos direitos do filme em 1995. Soderbergh assumiu o projeto, mas o abandonou quando se envolveu com Out of Sight.

### Escrita
"... Eu acho o filme fantástico, e não consigo imaginar um roteirista mais feliz com um filme, a menos que ele próprio o dirija. O que, nesse caso, teria sido um desastre, já que Jay é um diretor brilhante. .."

Jim Herzfeld
A Universal procurou o roteirista Jim Herzfeld para expandir o roteiro. Herzfeld expandiu o roteiro modesto, completando o primeiro rascunho já em 1996. Ele o apresentou inicialmente a Roach, que até aquele momento dirigiu os dois primeiros filmes de Austin Powers. Roach admite ter gostado do roteiro desde o início e estava muito disposto a fazer o filme, mesmo pensando que "precisava de mais trabalho". A Universal inicialmente recusou que um Roach relativamente inexperiente assumisse o projeto. O estúdio era cético em relação à capacidade de Roach de dirigir um "roteiro menos cartoônico, baseado em personagens", comparado a uma comédia como Austin Powers. A relutância da Universal em dar o projeto a Roach também se deve ao novo interesse de Steven Spielberg, que queria dirigir e produzir o filme, com Jim Carrey no papel de Greg Focker. No entanto, Spielberg e Carrey nunca levaram o projeto além das etapas de planejamento. O roteiro foi então devolvido a Roach, que já havia assumido seu próximo projeto Mystery, Alaska, mas ainda estava interessado em fazer Meet the Parents.
Os rascunhos do roteiro foram escritos por Herzfeld e, assim que De Niro e Stiller foram confirmados como estrelas, John Hamburg foi trazido a bordo "para ajudar a ajustar o roteiro aos seus estilos verbais". Devido a mudanças nas formações de diretoria e atuação depois que os primeiros rascunhos do roteiro foram escritos, Hamburgo continuou ajustando e reescrevendo o roteiro bem após o início da produção.

### Elenco
Por sugestão da Universal Studios, Roach escalou De Niro no papel de Jack Byrnes devido à aclamação da crítica de seu recente trabalho de comédia em filmes como Analyze This e no live-action The Adventures of Rocky and Bullwinkle. Seu personagem é o pai de Pam e um agente aposentado da CIA que é excessivamente protetor com sua família e tem dificuldade em se aquecer aos interesses amorosos de suas filhas. O roteiro não foi escrito com De Niro em mente como Jack Byrnes; o primeiro rascunho do roteiro foi concluído em 1996, três anos antes de De Niro aparecer em Analyze This. No entanto, logo após De Niro terminar as filmagens de The Adventures of Rocky and Bullwinkle, Universal sugeriou a Roach que ele o escalasse para o papel ao qual Roach concorda que ele "não tinha reservas". Em uma entrevista à Entertainment Weekly, De Niro afirmou que estava em busca ativa de papéis cômicos desde Analyze This. Admitindo que tinha reservas iniciais sobre estrelar o filme, ele disse que se sentiu "pressionado" devido à insistência de Jane Rosenthal — parceira de De Niro na TriBeCa Productions, que também atuou como um dos produtores. O roteirista Jim Herzfeld e o diretor Jay Roach confirmaram que, depois de se comprometer com o projeto e revisar o roteiro, De Niro foi na verdade a pessoa que teve a ideia da famosa cena do teste de polígrafo. Questionado sobre o trabalho com ele, dada a natureza séria de seus papéis anteriores, Ben Stiller disse que "foi um pouco intimidador trabalhar com De Niro", mas que ele "tem um grande senso de humor e acho que isso a maior surpresa sobre ele".
Ben Stiller foi escalado em parte porque o diretor ficou impressionado com suas habilidades de improvisação.
Explicando como Ben Stiller foi escolhido para o papel de Greg, Roach afirma: "Eu vi o Meet the Parents como um sonho de ansiedade, e, na minha opinião, ninguém interpreta esse tipo de material melhor que Ben". Além disso, Roach ficou impressionado com as habilidades criativas e improvisadas de Stiller, afirmando que "ele tem muitas ótimas ideias e é muito hábil em improvisação solta". Seu personagem é um enfermeiro que ama sua namorada e tenta desesperadamente impressionar seus pais por qualquer meio que inclua contar pequenas mentiras inofensivas que são encobertas com mentiras maiores e elaborados esquemas de encobrimento. O roteiro do filme foi escrito inicialmente com Jim Carrey no papel de Greg e continha muito mais comédia física, algo que Stiller não achava que seria bem-sucedido se ele desempenhasse o papel. Isso resultou na exclusão de algumas cenas, mas também na introdução de pelo menos uma cena não escrita que foi completamente improvisada por Stiller. Roach escalou Stiller apenas depois que ficou claro que Carrey não estaria assumindo o papel.
A consideração de interpretar a personagem de Pam Byrnes, namorada de Greg, que atua como mediadora entre Greg e a família Byrnes, especialmente seu pai, Jack, foi inicialmente dada à atriz australiana Naomi Watts. Ela acabou perdendo o papel para Teri Polo porque os cineastas "não acharam que [Watts] fosse sexy o suficiente".
Outros personagens do filme foram interpretados por Blythe Danner (como Dina Byrnes, esposa de Jack e mãe de Pam), Owen Wilson (como Kevin Rawley, ex-noivo de Pam), Nicole DeHuff (como Debbie Byrnes, irmã de Pam), Jon Abrahams (como Denny Byrnes, o filho mais novo de Jack e Dina Byrnes), Thomas McCarthy (como Bob Banks, noivo de Debbie) e James Rebhorn (como Larry Banks, pai de Bob Banks e amigo íntimo de Jack). Phyllis George, ex-Miss Texas e Miss América, fez sua estreia como Linda Banks, esposa de Larry e mãe de Bob.
O papel de Jinx, o gato, foi interpretado por dois gatos do Himalaia de cinco anos de idade, chamados Bailey e Misha (às vezes escritos como Meesha). A American Humane Association supervisionou as filmagens de todas as cenas em que os gatos foram usados e garantiu a obediência e o bem-estar dos animais, mantendo dois treinadores e um veterinário no set o tempo todo.

## Classificação Indicativa
Greg Glienna não criou o sobrenome Focker; O personagem Greg no filme original não tinha sobrenome. O nome foi escrito no roteiro depois que Jim Carrey teve a ideia do sobrenome Focker durante uma sessão criativa realizada antes de abandonar o projeto. Uma vez que Meet the Parents foi submetido para avaliação, a Motion Picture Association of America (MPAA) questionou o sobrenome Focker como possivelmente uma palavra de baixo calão e, devido à repetitividade do sobrenome ao longo do filme, corria o risco de ser classificado como R de restrito para menores de 17 anos de acordo com o sistema de classificação de filmes da Motion Picture Association of America. Os cineastas foram perguntados se haviam inventado o nome ou se podem provar que esse nome existe. O estúdio enviou à MPAA uma lista de pessoas reais com o sobrenome Focker, que garantiu que o filme mantivesse uma classificação de restrito para menores de 13 anos.

## Lançamento

### Cinema
O filme estreou no cinema nos Estados Unidos e no Canadá em 6 de outubro de 2000. Distribuído internamente pela Universal Studios, tinha um orçamento de publicidade de US$33,9 milhões. Ele rapidamente provou ser um sucesso financeiro, recebendo US$28,6 milhões durante seu fim de semana de estreia e uma média de US$10,950 por cinema em um total de 2,614 cinemas. Ele terminou como o filme vencedor do final de semana de 6 a 8 de outubro, vencendo o segundo colocado Remember the Titans por uma margem de mais de US$9 milhões e trazendo mais de quatro vezes os ganhos de Get Carter, o próximo filme com maior lucro. lançado no mesmo fim de semana. Os ganhos de fim de semana de abertura foram os mais altos de todos os filmes lançados no mês de outubro, além de marcar os maiores ganhos de fim de semana de abertura de um filme estrelado por Robert De Niro. Seus ganhos na segunda semana de lançamento caíram 26%, para US$21,1 milhões, o que ainda o mantinha em primeiro lugar nas bilheterias, batendo Remember the Titans por uma margem de mais de US$8 milhões. No final da segunda semana de lançamento, ele já havia arrecadado mais de US$58 milhões, ultrapassando seu orçamento de produção de US$55 milhões. Ele passou suas primeiras quatro semanas de lançamento no cinema como o filme de maior bilheteria nas bilheterias dos EUA. Foi deslocado da primeira colocação durante o fim de semana de 3 a 5 de novembro pelo recém-lançado Charlie's Angels, enquanto ainda conseguia ficar à frente de The Legend of Bagger Vance, outro novo lançamento que estreou no terceiro lugar. Permaneceu entre os dez melhores filmes de bilheteria até a 11ª semana. No Reino Unido, estreou no cinema em 15 de dezembro de 2000 e foi distribuído pela United International Pictures (UIP). Lá, ele conseguiu ganhar mais de US$21 milhões durante sua exibição. Na Austrália, também sendo distribuído pela UIP, foi lançado em 26 de dezembro de 2000 onde arrecadou mais de US$11 milhões durante a exibição nos cinemas.
No final de sua exibição nos cinemas em 29 de março de 2001 - 25 semanas após seu dia de abertura na América do Norte, o filme arrecadou US$166,2 milhões nos Estados Unidos e um total de US$330,4 milhões em todo o mundo, tornando-o o sétimo filme de maior bilheteria. filme de bilheteria do ano no mercado interno e no mundo todo.

### Mídia doméstica
O filme foi lançado em VHS e DVD em 6 de março de 2001. As vendas em DVD foram bem-sucedidas, arrecadando mais de US$200 milhões em 2001. A revista Billboard o listou como tendo as maiores vendas de vídeo em todas as semanas de 31 de março até 21 de abril, sendo o DVD mais vendido nas semanas de 24 e 31 de março e sendo o vídeo mais alugado para o semanas de 7 e 14 de abril.
A versão em DVD fornece apenas o formato Letterbox do filme e também tem 108 minutos de duração. A proporção de tela é de 1.85:1 com uma acomodação para uma reprodução 16:9 aprimorada. As faixas de áudio em inglês disponíveis no filme são 5.1 Dolby Digital e DTS, com a principal diferença perceptível sendo apenas um pouco mais alto em uma das faixas. Uma faixa de áudio no idioma francês também está disponível apenas no formato 5.1 Dolby Digital. Além disso, as legendas em inglês também são fornecidas.
O disco único "Collector's Edition" contém dois comentários em áudio, um com uma discussão alegre e bem-humorada entre Roach, Stiller, De Niro e a produtora Jane Rosenthal e o outro com um comentário técnico mais formal sobre os aspectos do filme, realizado pelo diretor e editor Jon Poll. O diretor discute questões que incluem trabalhar com o elenco, utilizando os melhores ângulos de câmera para efeito cômico, discutindo cenas que foram improvisadas e cenas que foram roteirizadas e comentando sobre as questões relacionadas à filmagem no local. O editor fala sobre reunir a melhor comédia do material que foi filmado e discute algumas cenas excluídas que foram excluídas do lançamento do DVD. Além disso, o DVD possui uma seção de Outtake de doze minutos, três minutos de cenas excluídas e o recurso Spotlight on Location da Universal. Spotlight on Location é um featurette padrão de 24 minutos de duração sobre a produção do filme, que inclui entrevistas com os membros do elenco e contém cenas dos bastidores. Ele também contém dois jogos chamados Take The Lie Detector Test e The Forecaster Game, além de material para PC, como papéis de parede e protetores de tela. A região 2 edição do DVD foi lançada em 22 de outubro de 2001. A região 1 "Bonus Edition" foi lançada em 14 de dezembro de 2004 e contém três características adicionais: Silly Cat Tricks, The Truth About Lying e Jay Roach: A Director's Profile com mais 12 minutos de duração.

## Trilha sonora
A trilha sonora original do filme foi lançada em 26 de setembro de 2000 pela gravadora DreamWorks Records. A trilha sonora apresenta 14 composições originais de Randy Newman, além de faixas adicionais de Bobby Womack, Lee Dorsey e Dr. John e uma faixa bônus escondida. A música original de Newman "A Fool in Love" foi indicada ao Oscar de Melhor Canção Original — 14ª nomeação para o Oscar de Newman — no 73º Oscar, mas acabou perdendo para "Things Have Changed" de Bob Dylan para Wonder Boys. Para a mesma música, Newman também ganhou o 16º Prêmio Anual de Música para Cinema e Televisão ASCAP na categoria Top Box Office Films e foi indicado no 5º Golden Satellite Awards na categoria Canção Original. Dan Goldwasser, em sua revisão da trilha sonora da SoundtrackNet, deu crédito a Newman e à trilha sonora por fazer "um excelente trabalho mantendo o nível de humor alto".

## Recepção
"É difícil fazer uma comédia engraçada, mas não má, inteligente, mas não presunçosa, ampla, mas não preguiçosa, sobre pessoas contemporâneas em um ambiente realista. Pelo qual Meet the Parents deve ser elogiado - é uma comédia animada, com membros soltos e famílias que fazem as coisas mais arriscadas que provoca risadas irrelevantes sem chamar meninos da água, detetives de animais de estimação ou Klumps."

Lisa Schwarzbaum
O filme recebeu uma resposta geralmente positiva dos críticos, sendo elogiado pela sutileza de seu humor além de ser nomeado como "o mais engraçado" ou "um dos filmes mais engraçados" do ano por vários críticos.
No site agregador de críticas Rotten Tomatoes, 84% das 148 avaliações dos críticos são positivas, com uma classificação média de 6,9/10. O Metacritic, que usa uma média ponderada, atribuiu ao filme uma pontuação de 73 em 100, baseado em 33 críticos, indicando críticas "geralmente favoráveis".
Kenneth Turan, crítico de cinema do Los Angeles Times, chamou de "o filme mais engraçado do ano até agora, possivelmente a comédia live-action mais divertida desde o filme There's Something About Mary." O crítico Joe Morgenstern, do Wall Street Journal, afirmou que o filme "faz quase tudo certo com uma história sobre tudo dando errado" e que "cria um grande delírio cômico sobre o tema de Murphy", concluindo que "Meet the Parents é o filme mais engraçado do ano". Paul Clinton, da CNN, proclamou "Meet the Parents é uma das melhores comédias deste ou de qualquer outro ano", chamando de "maravilhosamente engraçado" e expressando sua esperança de que "a Academia também reconheça esse filme maravilhoso, algo que raramente acontece quando se trata de comédias".
O crítico de cinema da revista Time, Richard Schickel, afirmou que era "divinamente inventado e perfeitamente orquestrado". Ele elogiou o roteiro, bem como o elenco de atores, porque ele acreditava que eles "entendem que a realidade palpável sempre supera a fantasia frenética quando trata-se de rir". Schickel concluiu sua crítica proclamando Meet the Parents como um "filme soberbamente antic". Todd McCarthy, da revista Variety, chamou o filme de "hilário" e Neil Smith, da BBC, proclamou que "não há uma cena fraca nesse filme super engraçado". O crítico de cinema Roger Ebert, do Chicago Sun-Times, concedeu três estrelas em quatro comparando-o com o trabalho anterior de Roach na série de filmes Austin Powers e oferecendo sua opinião de que "[Meet the Parents] é mais engraçado porque nunca se esforça demais" O crítico Christopher Null do Filmcritic.com do AMC afirmou que "Meet the Parents é uma das comédias mais engraçadas que eu já vi desde Annie Hall". Lisa Schwarzbaum, da Entertainment Weekly, chamou o script de "não forçado" e concluiu que "cai como uma taça de champanhe, deixando um sabor de riso".
No entanto, o crítico de cinema da Internet James Berardinelli, apesar de premiar duas estrelas e meia em quatro, deu ao filme uma crítica um tanto assustadora. Em seu site, Berardinelli escreveu que "Meet the Parents é montado como um seriado de TV", e conclui que "mesmo com Stiller e De Niro, Meet the Parents é um encontro que pode ser adiado até que esteja disponível em vídeo". Jeff Vice, do Deseret News, outro detrator do filme, proclamou Meet the Parents "apenas erraticamente engraçado" e acusou Roach de "fazer o caminho mais barato com uma série de piadas sem graça". O crítico Peter Bradshaw sobre isso no The Guardian conclui que "É de alguma forma menor que a soma de suas partes. Esforça-se para ganhar vida, mas nunca o faz". Depois de lançado na mídia doméstica, o revisor de DVD e colaborador da revista Rolling Stone Douglas Pratt em seu livro Doug Pratt's DVD: Movies, Television, Music, Art, Adult, and More! afirmou que "talvez no cinema lotado o filme seja histérico, mas no local mais silencioso do vídeo caseiro, parece sádico e, à medida que o humor evapora, os buracos na trama ficam mais claros".

## Premiações
Vitórias
- People's Choice Awards (2001)[89]
  - Filme favorito de comédia
- MTV Movie Awards[90]
  - Melhor Performance Cômica – Ben Stiller
- MTV Movie Awards[90]
  - Melhor Fala – "Você é malandro, Focker?" – Robert De Niro
- American Comedy Awards (2001)[91]
  - O ator mais engraçado do cinema – Ben Stiller
- 16º Prêmio Anual de Música para Cinema e Televisão da ASCAP[68]
  - Top Box Office Films – Randy Newman

Nomeações
- 58º Globo de Ouro[92]
  - Prêmio Globo de Ouro de Melhor Ator - Musical ou Comédia – Robert De Niro (perdeu para George Clooney em O Brother, Where Art Thou?)
- 73º Oscar[67]
  - Melhor Canção Original – Randy Newman por "A Fool in Love" (perdeu para "Things Have Changed" de Bob Dylan em Wonder Boys)
- American Comedy Awards (2001)[93]
  - Filme mais engraçado (perdeu para Best in Show)
- 5º Golden Satellite Awards[69]
  - Canção Original – Randy Newman por "A Fool in Love" (perdeu para "I've Seen It All" de Björk em Dancer in the Dark)

### Outros
O filme é reconhecido pelo American Film Institute nestas listas:
- 2005: AFI's 100 Years ... 100 Movie Quotes:
  - Jack Byrnes: "Eu tenho mamilos, Greg. Você poderia me ordenhar?" – Nomeado[94]

## Influência
O sucesso do filme foi inicialmente responsável por um reality de televisão da NBC em 2002, intitulado Meet My Folks, no qual o interesse amoroso de um jovem, disputando a aprovação de sua família, é interrogado pelo pai superprotetor da mulher com a ajuda de uma máquina de detecção de mentiras. Em setembro de 2002, a NBC também exibiu uma comédia de situação intitulada In-Laws. Durante o desenvolvimento, a NBC o chamou de "um projeto Meet the Parents", que levou a uma investigação da Universal sobre se a NBC estava infringindo os direitos autorais da Universal. A Universal não adotou nenhuma ação contra a NBC, mas nenhum dos programas durou mais de uma temporada.
Em 2004, Meet the Fockers foi lançado como uma sequência do filme. Dirigido novamente por Jay Roach com roteiro de Jim Herzfeld e John Hamburg, ele narra os eventos que acontecem quando a família Byrnes conhece Bernie e Roz Focker, os pais de Greg, interpretados por Dustin Hoffman e Barbra Streisand. Os produtores pretendiam que eles fossem o oposto do comportamento de classe alta WASP dos Byrnes; nesse sentido, a produtora Jane Rosenthal explica que "Dustin Hoffman e Barbra Streisand eram nosso time dos sonhos". A sequência provou ser outro sucesso financeiro, arrecadando US$280 milhões no mercado interno e US$516 milhões em todo o mundo, superando Meet the Parents por uma grande margem e terminando como o quarto filme de maior bilheteria de 2004.
Em fevereiro de 2007, a Universal Studios anunciou que estariam fazendo uma segunda sequência da franquia, intitulada Little Fockers. Era dirigido por Roach com o roteiro escrito por Larry Stuckey, ex-assistente de Roach. A sequência traz De Niro, Stiller, Polo, Danner, Hoffman e Streisand.
Em 18 de julho de 2005, um voo regular da American Airlines do Aeroporto Internacional de Fort Lauderdale-Hollywood para San Juan, Porto Rico, teve que ser desviado de volta para Fort Lauderdale logo após a decolagem devido a uma ameaça de bomba. O piloto transformou o avião em aproximadamente 40 minutos no voo depois que uma comissária de bordo encontrou um guardanapo amassado que dizia "Bomba, bomba, bomba...meet the parents", uma clara referência à cena em que Greg fala repetidamente a palavra "bomba" ao ser detido pela segurança do aeroporto. O avião foi recebido por um esquadrão antibomba do escritório do xerife local, bem como pelo FBI cujos agentes questionaram seus 176 passageiros sobre a nota.